# Jacques Chastenet
Jacques Chastenet de Castaing nace el 20 de abril de 1893 en París, Francia y fallece el 7 de febrero de 1978 en Párís, Francia.
Fue un periodista, historiador, diplomático, escritor, y miembro de la Academia Francesa.

## Historia
Fue hijo del senador Guillaume Chastenet de Castaing. Por su destacada tarea en el campo del periodismo, y sus notables escritos sobre temas históricos fue elegido miembro de la Academia Francesa en el año 1956. También ostentó otros cargos destacados y recibió galardones por su importante y prolífica labor en el campo de la literatura histórica y política.

## Obras
- 1918 Du Sénat constitué en Cour de Justice
- 1941 William Pitt (Fayard)
- 1943 Godoy, Prince de la Paix (Fayard)
- 1945 Vingt ans d’histoire diplomatique, 1919-1939 (Le Milieu du monde)
- 1945 Wellington (Fayard)
- 1946 Le Parlement d’Angleterre (Fayard)
- 1946 Les Grandes heures de Guyenne (Colbert)
- 1947 Le Siècle de Victoria (Fayard)
- 1948 Raymond Poincaré (Julliard)
- 1949 La France de M. Fallières (Fayard)
- 1952 Histoire de la IIIe République, Tome I. L’Enfance de la Troisième (1870-1879) (Hachette)
- 1953 Elisabeth Ière (Fayard)
- 1954 Histoire de la IIIe République, Tome II. La République des Républicains (1879-1893) (Hachette)
- 1955 Histoire de la IIIe République, Tome III. La République triomphante (1893-1906) (Hachette)
- 1956 Winston Churchill
- 1957 Histoire de la IIIe République, Tome IV. Jours inquiets et jours sanglants (1906-1918) (Hachette)
- 1958 Quand le bœuf montait sur le toit
- 1960 Histoire de la IIIe République, Tome V. Les Années d’illusion (1918-1931) (Hachette)
- 1961 La vie quotidienne en Angleterre au début du Règne de Victoria, 1837-1851 (Hachette)
- 1962 Histoire de la IIIe République, Tome VI. Déclin de la Troisième (1931-1938) (Hachette)
- 1963 Histoire de la IIIe République, Tome VII. Le drame final (1938-1940) (Hachette)
- 1964 La guerre de 1914-1918 (Hachette)
- 1965 L’Angleterre d’aujourd’hui (Calmann-Lévy)
- 1966 La vie quotidienne en Espagne au temps de Goya
- 1967 Histoire de l’Espagne
- 1967 En avant vers l’Ouest. La conquête des États-Unis par les Américains
- 1968 Léon Gambetta
- 1970 De Pétain à de Gaulle (Fayard)
- 1970 Cent ans de République, 9 vol. (Tallandier)
- 1974 Quatre fois vingt ans (Plon)

## Distinciones y condecoraciones
- Miembro de La Academia de ciencias morales y políticas de Francia (1947).
- Miembro de la Academia francesa (1956).
- Gran Oficial de la Legión de Honor de Francia.
- Cruz de Honor a la Orden Nacional al mérito.
- Cruz Militar (1914-1918).
- Comendador de las Palmas académicas.

## Real Academia Francesa
| Precedido por: Lucien Lacaze | Miembro de la Academia Francesa (n.º 40) 1956 - 1978 | Sucedido por: Georges Dumézil |

- Datos: Q3158523